# Seznam nemških pedagogov
Seznam nemških pedagogov.

## B
- Johann Bernhard Basedow (1724-1790)

## D
- Adolph Friedrich Wilhelm Diesterweg (1790-1866)

## F
- Friedrich August Wilhelm Fröbel (1782-1852)

## G
- Paul Geheeb (1870-1961)

## H
- Johann Julius Hecker (1707-1768)

## K
- Georg Kerschenstein (1854-1932)

## L
- Wilhelm August Lay (1862-1926)
- Theodor Litt (1880-1962)
- Kurt Löwenstein (1885–1939)

## M
- Philipp Melanchton (1497-1560)
- August Wilhelm Messer (1867-1937)

## R
- Wilhelm Rein (1847-1929)
- Johann Karl Friedrich Rosenkranz (1805-1879)

## S
- Christian Gotthilf Salzmann (1744-1811)